# Czarna lista Hollywood (film)
Czarna lista Hollywood – amerykański film dramatyczny z 1991 w reżyserii Irwina Winklera. Akcja filmu dotyczy Czarnej listy Hollywood, na którą w okresie makkartyzmu zostało wpisanych wielu filmowców.

## Obsada
- Robert De Niro - David Merrill
- Annette Bening - Ruth Merrill
- George Wendt - Bunny Baxter
- Patricia Wettig - Dorothy Nolan
- Sam Wanamaker - Felix Graff
- Luke Edwards - Paulie Merrill
- Chris Cooper - Larry Nolan
- Ben Piazza - Darryl Zanuck
- Martin Scorsese - Joe Lesser
- Barry Primus - Bert Alan
- Gailard Sartain - Przewodniczący Wood
- Robin Gammell - Kongresmen Tavenner
- Brad Sullivan - Kongresmen Velde
- Tom Sizemore - Ray Karlin
- Roxann Dawson - Felicia Barron
- Gene Kirkwood - Gene Woods
- Stephen Root - Strażnik RKO